# Google App Engine
Google App Engine es un servicio de alojamiento web que presta Google de forma gratuita hasta determinadas cuotas. Este servicio permite ejecutar aplicaciones sobre la infraestructura de Google. Si no se cuenta con un dominio propio, Google proporciona uno con la siguiente estructura, midominio.appspot.com. También permite implementar un dominio propio a través de Google Apps. Por el momento las cuentas gratuitas tienen un límite de 500 megabyte de almacenamiento permanente y la suficiente cantidad de ancho de banda y CPU para cinco millones de visitas mensuales, y si la aplicación supera estas cuotas, se pueden comprar cuotas adicionales. 
Actualmente se divide en dos módulos: 
- Google App Standard Environment: Solo tiene posibilidad de programación con C#, Java, Python, PHP y GO. No Permite accesos a disco usando estos lenguajes, a cambio, los costes son más económicos.
- Google App Flexible Environment: Puede implementar cualquier lenguaje de programación mediante contenedores Docker, permitiendo mayor control sobre la aplicación. Los costes son proporcionales al consumo de CPU.

### Lenguajes y herramientas conocidos y abiertos
Crea y despliega aplicaciones rápidamente con muchos de los lenguajes más conocidos (como Java, PHP, Node.js, Python, C#, Microsoft .NET, Ruby y Go) o usa tus propios frameworks y entornos de ejecución de lenguajes. Ponte manos a la obra en un abrir y cerrar de ojos con despliegues sin configuración en App Engine. Gestiona recursos desde la línea de comandos, depura el código fuente en la fase de producción y ejecuta backends de las API fácilmente con herramientas líderes del sector, como el SDK de Google Cloud, Cloud Source Repositories, IntelliJ IDEA, Visual Studio y PowerShell.